# 枕中記

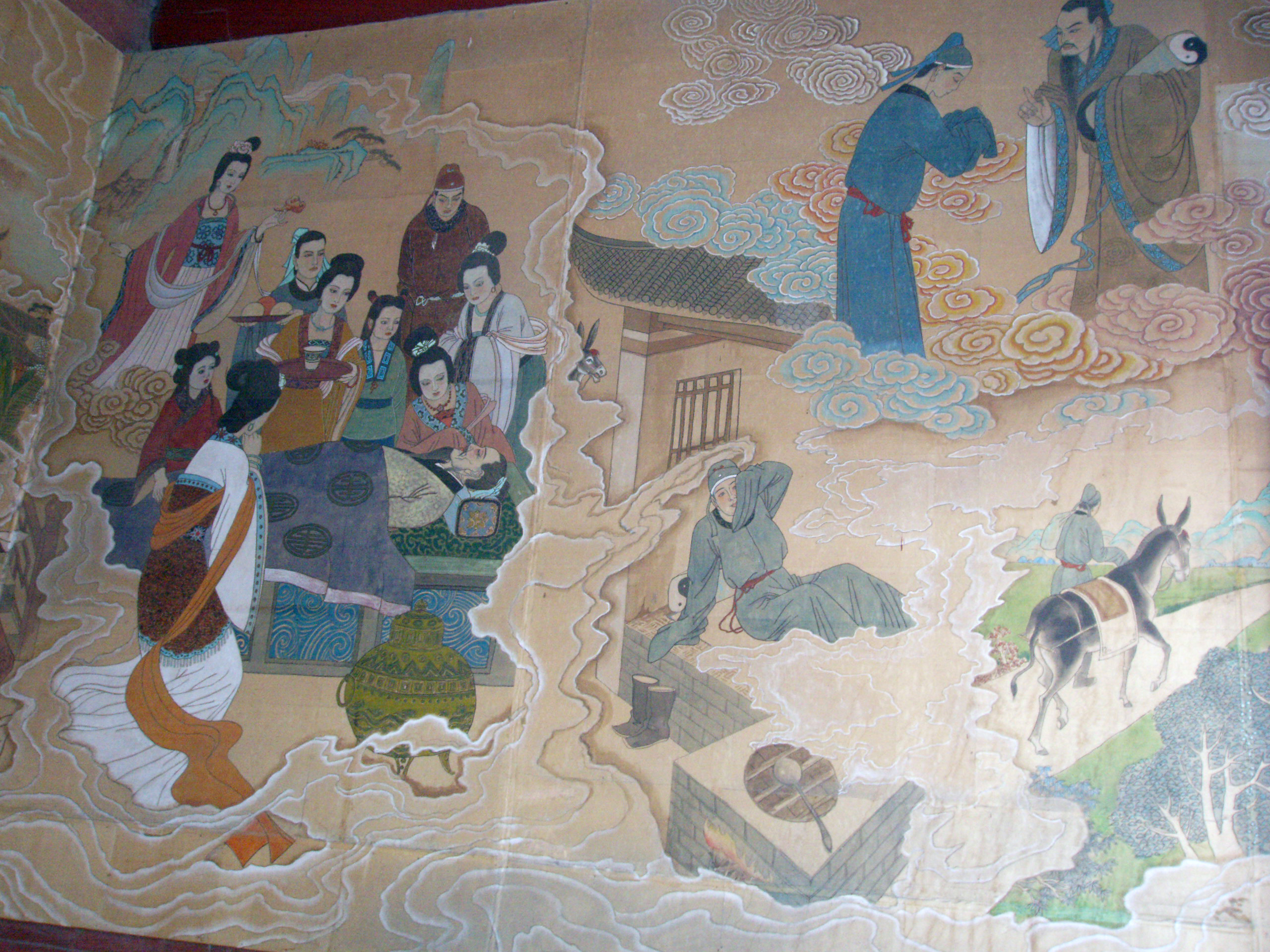
邯郸黄粱梦镇吕仙祠中关于这个故事的壁画

《枕中記》，又稱《黃粱記》、《邯郸夢》、《呂翁》等，是《唐人傳奇》中的一篇文章，作者是唐朝文人沈既濟。

## 本事
開元七年（719年），有一盧生進京趕考，結果未就，只好留在家中種田。一天，旅途中經過邯鄲，下榻旅館，店中遇見了一位老道士「呂翁」，二人相談甚歡，呂翁送他一個青瓷枕頭，當時店主正在蒸黃粱米飯。
盧生以呂翁之枕就寢，夢中娶了清河崔氏之女，又考中進士，平步青雲，官至宰相。忽遭同僚陷害入獄、流放多年。平反後封燕國公。享盡榮華富貴，最後老死家中。夢醒之後發現店主人鍋裡的黃粱飯還沒煮熟，可見此夢時間非常之短，“黃粱一夢”的典故由此而來。
《太平廣記》收入卷八十二，改題為〈呂翁〉。

## 故事延伸
《枕中记》以《幽冥錄》的焦湖庙祝以玉枕使杨林入梦事為原型。鸠摩罗什所译的《大庄严论经》卷十二第六十五也有类似故事。元朝馬致遠的〈黃粱夢〉和明朝湯顯祖的臨川四夢中〈邯鄲記〉明顯受到《枕中記》的影響。